# Zaibatsu
Een zaibatsu (Japans: 財閥, lett. een clique van vermogen) is de Japanse term voor een groep van bedrijven met verschillende specialisaties, met andere woorden financiële en zakelijke conglomeraten in exclusief bezit van één familie. Het verschil met de naoorlogse keiretsu ligt in het eigenaarschap. Dit eigenaarschap is niet meer in de handen van een familie, maar wordt geregeld door het principe van “wederzijdse aandeelhouderschap”, waardoor de verschillende bedrijven in een groep elkaars aandelen beheren via kruisparticipaties.

## Voorgeschiedenis

### Edo-periode
De oorsprong van de twee grootste vooroorlogse zaibatsu ligt in het Tokugawa-shogunaat, de 16e eeuw voor Sumitomo en de 17e eeuw voor Mitsui. Mitsui begon in 1673 als verkoper van goederen, waaronder kimono's, en tien jaar later breidde het uit met geldwissel activiteiten. In 1691 kreeg het al een zakelijke relatie met de overheid. Sumitomo begon in 1590 met een kopersmelter in de buurt van Kyoto en groeide uit tot de grootste producent van koper in het land. Het zwaartepunt voor de oprichting van de overige zaibatsu, zoals Yasuda en Mitsubishi, lag in de eerste helft van Meijiperiode, tussen 1868 en 1912. De naam Mitsubishi kwam in maart 1873 in gebruik.
Tijdens de Edo-periode werden deze vier gesteund door de overheid. Zo werden Yasuda en Mitsui officieel verantwoordelijk voor het omwisselen van de in rijst geïnde belastingen in geld. Daarnaast haalde Mitsubishi zijn voordeel uit overheidscontracten inzake zeetransport, voornamelijk van rijst, maar ook van soldaten naar het einde van de Edo-periode. Ten slotte, bezat Sumitomo 25% van de licenties die het Bakufu verstrekte voor winning, en kon hierdoor als marktleider op dat gebied worden beschouwd. Furukawa, ook een zaibatsu actief in de kopermijnbouw en verwerking, werd in 1874 opgericht.

### Meiji-restauratie
Na de Meiji-restauratie leidde tot grote veranderingen in de relatie met de overheid. Verschillende zaibatsu gingen zich ook concentreren in andere sectoren. Mitsui en Yasuda concentreerden hun aandacht vooral op het bank– en verzekeringswezen, zo was Mitsui bijvoorbeeld een van de sterke spelers in de oprichting van de Daiichi Kokuritsu Bank. Mitsui was ook een handelsonderneming, nationaal in internationaal, en kocht de kolenmijn van Miike. Door de oprichting van de Bank van Japan in 1882 raakten de banken veel overheidsgeld kwijt dat op de rekening bij de centrale bank werd gestort. Ze moesten op zoek gaan naar spaarders om leningen aan het bedrijfsleven te kunnen blijven verlenen. Mitsubishi had een belangrijke positie in de scheepvaart, maar de overheid vond deze monopolie ongemakkelijk en in 1882 hielp het bij de oprichting van een concurrerende rederij met een kapitaalinjectie. In 1887 fuseerden de rederijen en gingen samen verder als Nippon Yusen Kaisha (NYK). Over de jaren verkocht Mitsubishi het aandelenbelang in NYK en herinvesteerde het geld in verschillende activiteiten zoals spoorwegen, scheepsbouw, steenkoolmijnen en projectontwikkeling. In 1890 kocht het 36 hectare land in het centrum van Tokio, Marunouchi, om dit te ontwikkelen. Sumitomo raakte in moeilijkheden toen de Meiji-regering haar subsidies introk maar kwam er dankzij de inspanningen van Hirose Giemon, een van de zaakvoerders, weer bovenop en legde zich vanaf dat moment toe op transport, waaronder Osaka Shosen Kaisha (OSK Lines), en handel.

### Eerste Wereldoorlog
Japan bleef buiten de strijdtonelen van de Eerste Wereldoorlog en de concurrentie van belangrijke westerse landen nam af. De vraag naar Japanse producten nam sterk toe en de exportwaarde steeg van 600 miljoen yen in 1913 naar 2200 miljoen yen in 1919. De zaibatsu's profiteerden hier ook enorm van en zagen kans hun belangen verder uit te breiden. Er ontstonden ook nieuwe zaibatsu zoals Iwai, Suzuki en Matsukata. De focus gedurende de oorlogsjaren lag op zware industrie, zoals ijzer, staal, mijnbouw en scheepsbouw, maar ook op de internationale handel.
Het einde van de oorlog betekende een grote ommekeer. Buitenlandse orders vielen weg en de hoge groeicijfers vielen sterk terug. Andere problemen volgden zoals de Kanto-aardbeving in 1923 bracht veel schade toe, in 1927 volgde een bankencrisis en in 1929 volgde de beurskrach op Wall Street. De Suzuki, Kahura en Fujita zaibatsu gingen ten onder in 1927 en 1928. Mitsui en Mitsubishi behielden hun prominente positie en vergroten hun voorspong op de anderen.
De zaibatsu-banken konden hun positie versterken door de Trust Banking Act (1922), die het aantal trust banken sterk reduceerde. De zaibatsu konden hierdoor verschillende bedrijven overnemen, die door de economische malaise sterk waren verzwakt. Na de beurskrach van 1929 kregen de "oude" zaibatsu, vooral Mitsui, zware kritiek te verduren vanuit de antikapitalistische hoek, wat leidde tot de Zaibatsu-hervormingen (財閥の転向、Zaibatsu no Tenkou). De zaibatsu konden het protest bedaren door een deel van hun aandelen publiek te verkopen en door liefdadigheidsactiviteiten te verrichten. Rond deze tijd maakten ook “nieuwe” zaibatsu zoals Nissan en Nitchitsu hun intrede, en begon het leger aan invloed te winnen binnen de bedrijven, maar het bleef wel wantrouwig tegenover de financiële macht van de bedrijven. De zaibatsu speelden in op de vraag van het leger uit winstbejag, maar deden het ook uit patriottische overwegingen om de gunst van het publiek te herwinnen.

### Tweede Wereldoorlog
In de jaren dertig waren de zaibatsu zich vooral gaan toeleggen op de zware industrie en vliegtuigbouw. Vanaf 1937 werden deze sectoren zwaar belast door de oorlog en werden de zaibatsu gedwongen om kapitaal van buitenaf aan te trekken, en het exclusieve familie-eigenaarschap op te geven. Ze hadden geen andere keuze dan zich om te vormen tot naamloze vennootschappen, en een groot deel van hun aandelen publiek te verkopen.

## Ontbinding van de Zaibatsu

### Beleid van de geallieerden
Na de oorlog zag de SCAP, Douglas MacArthur de zaibatsu als de grootste economische steun van het Japanse leger en besloten van de zaibatsu-ontbinding een van hun prioriteiten te maken in een poging om het land te demilitariseren en te democratiseren. Het naoorlogse economische beleid kwam neer op:

Encouragement shall be given and favour shown to the development of organizations in labour, industry and agriculture, organized on a democratic basis. Policies shall be favoured which permit a wide distribution of income and of ownership of the means of production and trade.
Those forms of economic activity, organization and leadership shall be favoured that are deemed likely to strengthen the peaceful disposition of the Japanese People, and to make it difficult to command or direct economic activity in support of military ends.
To this end it shall be the policy of the Supreme Commander:
- To prohibit the retention in or selection for places of importance in the economic field of individuals who do not direct future Japanese economic effort solely towards peaceful ends
- To favour a program for the dissolution of the large industrial and banking combinations which have exercised control of a great part of Japan’s trade and industry.

— United States President’s Directive, September 9, 1945

De economische hervormingen moesten als volgt uitgevoerd worden:
- De ontbinding van zaibatsu en andere combinaties van bedrijven zoals kartels, holdings enz.
- Het schrappen van maatregelen die private monopolies promoten.
- De oprichting van een vrije markt.

### Uitvoering
In december 1945 werd de eerste stap hiertoe gezet door het bevriezen van het kapitaal van achttien zaibatsu-groepen en 336 ondernemingen die hieraan waren gelieerd. Deze lijst werd verder uitgebreid na het inwinnen van meer informatie. Vervolgens werden 83 bedrijven, waaronder Mitsui Honsha, Mitsubishi Honsha en Yasuda Hozensha gedwongen om hun aandelen over te dragen aan de Holding Company Liquidation Commission (HCLC), waarna 42 van deze bedrijven werden ontbonden. 56 bestuurders van 10 zaibatsu-families, onder andere van Mitsui, Sumitomo en Yasuda werden gedwongen hun aandelen over te dragen aan de HCLC, en ze kregen door de Act for Termination of Family Control (1948) het verbod opgelegd om nog langer in zaibatsu-gerelateerde ondernemingen te zetelen. De HCLC ging over tot de publieke verkoop van de in beslag genomen aandelen, waardoor het familiale eigenaarschap, een van de hoofdkenmerken van de zaibatsu, definitief verdween. De bestuurders werden hiervoor gecompenseerd met staatsbonnen, maar door de naoorlogse inflatie was de waarde van deze bonnen sterk gedaald.
Dit ontbindingsprogramma was vooral gericht tegen Mitsui Bussan en Mitsubishi Trading Company. Dit is waarschijnlijk te wijten aan de centrale rol die ze in hun zaibatsu hadden gespeeld, hun sterke positie op de wereldmarkt die zou hebben bijgedragen aan de Japanse militaire uitbreiding, maar ook omdat ze de maatregelen van de geallieerden probeerden te ontwijken, waardoor SCAP deze bedrijven als voorbeeld wilde stellen. De bedrijven werden ontbonden in tweehonderd kleinere ondernemingen, en hun managers werden verboden om nieuwe ondernemingen op te richten, of om samen voor hetzelfde bedrijf te gaan werken. De zaibatsu-banken werden echter niet ontbonden.
In juli 1947 werd, onder toezicht van de geallieerden, de "Act Concerning Prohibition of Private Monopoly and Maintenance of Fair Trade" opgesteld, gebaseerd op het Amerikaanse systeem (voornamelijk de Sherman Act en de Clayton Act). Het doel hiervan was het promoten van de vrije markt, ondernemersinitiatieven stimuleren, en de ontwikkeling van de nationale economie in het belang van de consumenten bevorderen. De voornaamste bepalingen van de nieuwe wet waren:
- verbod op privé-monopolisering
- verbod op het onredelijk belemmeren van handel
- verbod op unfaire concurrentiemethodes
- toestemming was vereist voor overnames, fusies, en grote internationale contracten

Een belangrijke uitzondering hierop waren echter spoorwegmaatschappijen, elektriciteitsmaatschappijen en natuurlijke monopolies. Als controleorgaan werd de Fair Trade Commission aangesteld (FTC), die onafhankelijk van de regering zijn gezag en controle kon uitoefenen.
Een belangrijke opmerking die hierbij gemaakt moet worden is dat deze toch wel plotse ontbinding kansen creëerde voor nieuwe ondernemingen. Enkele voorbeelden van zulke bedrijven die nu grote spelers zijn op de internationale markt zijn Sony, Panasonic en Honda.

### Versoepeling van de antimonopoliewet
Het verbod voor de zaibatsu-managers om nieuwe ondernemingen op te richten of om de naam van hun zaibatsu te gebruiken werd al vanaf het begin verwaarloosd. Verschillende ex-managers stapten gewoon over naar andere ex-zaibatsu-bedrijven, of startten enkele jaren later een nieuw bedrijf onder de oude naam op.
Toen de Verenigde Staten vanaf 1948 het beleid ten opzichte van Japan begonnen te veranderen om de economische heropbouw van het land te bespoedigen, konden er wijzigingen in bovenstaande wet worden aangebracht:
- 1949: bedrijven kregen toestemming om aandelen in andere ondernemingen te kopen, zolang dit de concurrentie niet belemmerde. Het goedkeuringssysteem inzake fusies en internationale contracten werd versoepeld.
- 1952: Het verbod om zaibatsu bedrijfsnamen te gebruiken verviel in mei 1952, direct na het sluiten van het Vredesverdrag van San Francisco. Een golf van naamverandering vond plaats, zoals Osaka Bank werd weer Sumitomo Bank en Seika Mining werd Sumitomo Mining.[6]
- 1953: Onder invloed van de West-Duitse Bill Against Restraint of Competition, begon de industrie te lobbyen voor een verdere versoepeling van de Antimonopolie wet, die het toestond om in tijden van depressie bepaalde kartels toe te staan. Hierdoor werden veel van de preventieve maatregelen wat betrof restrictieve handelsactiviteiten uit de wet gehaald. De FTC trad ook minder streng op in gevallen van overtredingen.

## Keiretsu
Keiretsu zijn de grote industriële conglomeraten die als de voortzetting worden beschouwd van de vooroorlogse zaibatsu. Maar er is een duidelijk en belangrijk verschil: waar de zaibatsu aanvankelijk exclusief eigendom waren van één familie, is het middelpunt van een keiretsu de bank, die tegelijkertijd aandeelhouder en kredietverlener is. De oude zaibatsu banken waren geen onderdeel van het Amerikaanse ontbindingsprogramma. Ze werden uit de grotere verbanden losgemaakt, maar bleven intact. Het Japanse bedrijfsleven was grotendeels van de banken afhankelijk voor hun financiering, daar een openbare kapitaalmarkt voor de uitgifte van obligaties nauwelijks was ontwikkeld. Medio 1948 hadden de zes grote banken zo'n 60% van alle bankleningen op hun balans staan. De banken speelden dus een sleutelrol hetgeen werd versterkt door de koop van aandelenbelangen in de banken door het bedrijfsleven en personele relaties.
Keiretsu zijn onderling via kruisparticipaties met elkaar verbonden. De banken namen de rol van voormalige "Honsha", de holdingmaatschappij of de top van de voormalige zaibatsu, deels over. Deze structuur maakte een hergroepering van oude zaibatsu bedrijven weer mogelijk waardoor het effect van de Amerikaanse acties deels te niet werden gedaan. Door de sterke onderlinge relaties was het in het begin mogelijk om voor nieuwe investeringen onmiddellijk de noodzakelijke middelen vrij te maken, zonder dat die direct hoefden te renderen. Verder werden vijandelijke overnames van buitenaf onmogelijk gemaakt door een vaste kern van aandeelhouders.
Maar na het uiteenspatten van de zeepbeleconomie veranderden de banken niet van beleid, en bleven ze investeren in de vaak onrendabele bedrijven. Het probleem was dat de leningen werden toegekend op basis van het geboden onderpand, en niet op basis van het verwachte rendement. Als aandeelhouder van de keiretsu hadden ze vaak geen andere keuze dan de noodlijdende bedrijven te blijven steunen, iets wat zeker heeft bijgedragen tot de enorme bankcrisis van de laatste jaren.